# جوزيف إيسلز
جوزيف ماريا إيسلز (21 نوفمبر 1907-11 فبراير 1998) كان طبيبًا ألمانيًا معروفًا بترويجه لعلاج بديل للسرطان، وهو علاج إيسلز. ادعى أنه تمكن من علاج مرضى السرطان بعد أن أُعلن أن علاجهم غير قابل للشفاء بالعلاجات التقليدية للسرطان.
كانت أساليبه العلاجية مثيرة للجدل، في عام 1961 اتُهم بالاحتيال والقتل الخطأ بسبب وعده المزعوم بعلاجات احتيالية للسرطان والوفيات اللاحقة للمرضى تحت رعايته الذين رفضوا العلاج القياسي للسرطان. تم إلغاء الإدانة الأولية بتهمة القتل غير العمد في عام 1964 على أساس أن إيسلز كان يعتقد حقًا أن علاجه يمكن أن يعالج السرطان. منذ عام 1972 على الأقل، تم وصف علاج إيسل بأنه غير مثبت، ويعتبر غير فعال كعلاج للسرطان.

## سيرته
وُلِد إيسلز في مونشنغلادباخ عام 1907، حصل على شهادته الطبية عام 1932 من جامعة فورتسبورغ. وفقًا لنعي نُشر في مجلة الطب البديل والتكميلي، فقد صنع إيسيلز اسمًا لنفسه كطبيب شاب بعد عدة سنوات من خلال إجراء عملية جراحية ناجحة في ظروف مؤقتة لراكب مريض على متن باخرة ألمانية.
وفي وقت لاحق، أثناء الحرب العالمية الثانية، ورد أن إيسيلز تقدم بطلب الاستقالة من عضويته في الحزب النازي عندما أُمر بالتوقف عن علاج المرضى اليهود. تم قبول التماسه، ولكن تم تجنيده على الفور وإرساله إلى الجبهة الشرقية كطبيب قتالي في الفيرماخت. تم القبض عليه من قبل الجيش الأحمر، حيث قضى عدة سنوات في معسكرات أسرى الحرب السوفييتية حتى تم إطلاق سراحه في نهاية عام 1945.

## علاج الجزر
اعتقد إيسيلز أن السرطان يحدث بسبب ضعف الجهاز المناعي للإنسان، وبالتالي يجب علاجه عن طريق تقويته مرة أخرى. ومع ذلك، فهو لم ينكر أهمية علاجات السرطان التقليدية مثل الجراحة والعلاج الكيميائي، بل استخدمها بالفعل في علاج مرضاه. لم يؤيد إيسيلز علاجًا جديدًا يشبه الدواء الشافي، بل وصف علاجات مختلفة مهملة أو منسية أو غير سائدة، مثل لقاح كولاي الذي كان رائده ويليام كولاي، وارتفاع الحرارة، حيث بحث مانفريد فون أردين مدى فعاليته في علاج السرطان.
افتتح إيسيلز عيادته رينغبرغ في بافاريا في عام 1951. بعد أن اكتسبت العيادة شهرة متزايدة، بدأ المرضى من مختلف أنحاء العالم يطلبون العلاج لديها. لكن أطباء آخرين لم يوافقوا على ممارسته، وعلى وجه التحديد المجلس الطبي البافاري، الذي اتهم إيسلز بالاحتيال والقتل غير العمد. بعد معركة قانونية استمرت أربع سنوات، تم إلغاء إدانات إيسيلز بجميع التهم، وتم إعادة ترخيص عيادته لتستمر في علاج مرضى السرطان في جميع أنحاء العالم، من جميع أنواع ومراحل السرطان.
تم علاج البطلة الأولمبية البريطانية ليليان بورد والموسيقي الجامايكي بوب مارلي في عيادته في روتاش إيجرن من السرطان، لكنهما توفيا بسبب المرض. خلصت مراجعة ادعاءات إيسلز التي أجرتها الجمعية الأمريكية للسرطان إلى عدم وجود دليل على أن العلاج باستخدام علاج إيسلز المركب أو أي علاجات ذات صلة كان فعالاً ضد السرطان.

## إرثه ووفاته
كتب إيسيلز عددًا من الكتب، بما في ذلك سيرته الذاتية في عام 1981، بعنوان "معركتي ضد السرطان"، حول فهمه للسرطان، بالإضافة إلى العديد من المقالات العلمية.
توفي بسبب الالتهاب الرئوي عن عمر يناهز 90 عامًا. قد وصفته مجلة الطب البديل والتكميلي في نعيه بأنه "أبو الطب التكاملي".